# Caturama
Caturama là một đô thị thuộc bang Bahia, Brasil. Đô thị này có diện tích 646,08 km², dân số năm 2007 là 8545 người, mật độ 13,23 người/km².